# Prêmio da Música Brasileira de 2025
A 32.ª edição do Prêmio da Música Brasileira foi realizada em 4 de junho de 2025, no Theatro Municipal do Rio de Janeiro, para reconhecer a música brasileira de 2024. Esta foi a primeira edição a contar com patrocínio e direitos de nome do BTG Pactual. A cerimônia foi transmitida no canal da premiação no YouTube e apresentada pelos atores Fabrício Boliveira e Nanda Costa. Chitãozinho & Xororó foram os homenageados, marcando a primeira vez que representantes da música sertaneja receberam a homenagem.
Para a cerimônia de 2025, o Conselho do Prêmio da Música Brasileira anunciou a introdução de novas categorias e várias mudanças; a categoria Música Urbana foi dividida em três: Funk, Rap/Trap e Reggae; Pop/Rock foi dividida em duas: Pop e Rock; Canção Popular/Sertanejo foi dividida em subcategorias: Canção Popular, Canção Romântica e Sertanejo; a categoria Regional foi renomeada para Raízes. Na categoria Projeto Especial, músicas infantis passaram a ser elegíveis. Para concorrer em Revelação, artistas devem ter até cinco anos de carreira a partir do lançamento do seu primeiro trabalho publicado.
O Conselho também declarou que "em defesa da integridade artística, dos direitos dos compositores, intérpretes, produtores e de toda a cadeia produtiva da música brasileira", canções compostas, produzidas ou interpretadas exclusivamente por inteligência artificial (IA) não podem concorrer ao prêmio. Além disso, obras que utilizem reproduções de vocais de artistas falecidos, através de IA ou outras tecnologias, também estão desqualificadas.

## Vencedores e indicados
Os indicados foram anunciados em 9 de abril de 2025, por Lázaro Ramos, em um evento no Museu de Arte de São Paulo. Emicida recebeu o maior número de indicações com quatro. Ele é seguido por Amaro Freitas, Ana Castela, Céu, Grelo e Os Garotin com três indicações cada.
Os vencedores estão listados primeiro e destacados em negrito.

### MPB
| Artista                                                    | Lançamento |
| ---------------------------------------------------------- | --- |
| - João Bosco - Alaíde Costa - Dori Caymmi - Jota.pê - MPB4 | - Se o Meu Peito Fosse o Mundo – Jota.pê - E o Tempo Agora Quer Voar – Alaíde Costa - "Fé (Ao Vivo)" – Caetano Veloso e Maria Bethânia - Prosa & Papo – Dori Caymmi - 60 Anos de MPB – MPB4 |

### Pop
| Artista                                            | Lançamento |
| -------------------------------------------------- | --- |
| - Liniker - Céu - Melly - Os Garotin - Tássia Reis | - Caju – Liniker - Novela – Céu - Amaríssima – Melly - Os Garotin de São Gonçalo – Os Garotin - Topo da Minha Cabeça – Tássia Reis |

### Rock
| Artista                                                     | Lançamento |
| ----------------------------------------------------------- | --- |
| - Black Pantera - Carne Doce - CPM 22 - Fresno - João Gordo | - Baseado em Fatos Reais: 30 Anos de Fumaça (Ao Vivo) – Planet Hemp - Ana Canta Cássia – Vol. 1 (Ao Vivo) – Ana Carolina - Perpétuo – Black Pantera - ACNXX Ao Vivo em Salvador – Pitty - Microfonado – Titãs |

### Funk
| Artista                                                                       | Lançamento |
| ----------------------------------------------------------------------------- | --- |
| - Valesca Popozuda - Deize Tigrona - MC Kevin o Chris - Pedro Sampaio - Torya | - "Amor de Carnaval" – Jup do Bairro, Maria Alcina e Pagode da 27 - Não Tem Rolê Tranquilo – Deize Tigrona - "Ram Tchum" – Dennis, Ana Castela e MC GW - "Sua Preferida" – Ludmilla, WIU e MC Kevin o Chris - Astro – Pedro Sampaio |

### Rap/Trap
| Artista                                                | Lançamento |
| ------------------------------------------------------ | --- |
| - Emicida - Duquesa - BNegão - MV Bill - Yago Oproprio | - Na Visão do Morador – MV Bill - "Esperança" – Criolo, Dino D'Santiago e Amaro Freitas - "Acabou, Mas Tem" – Emicida - Direct-to-Disc – Marcelo D2 e SambaDrive - Oproprio – Yago Oproprio |

### Reggae
| Artista                                                    | Lançamento |
| ---------------------------------------------------------- | --- |
| - Planta & Raiz - Armandinho - Dasplanta - Mukambu - Núbia | - "Coração Âncora" – Céu e RDD - "Desses Olhos Tenho Medo" – Armandinho - "Love to Jah" – Gustah, Julian Marley e Rael - Do Gueto ao Kilombo – Mukambu - Sabores – Núbia |

### Samba
| Artista                                                                   | Lançamento |
| ------------------------------------------------------------------------- | --- |
| - Zeca Pagodinho - Alcione - Jorge Aragão - Mart'nália - Martinho da Vila | - Zeca Pagodinho – 40 Anos (Ao Vivo) – Zeca Pagodinho - "Marra de Feroz" – Alcione - Deixa Com a Gente – Antônio Neves - Pagode da Mart'nália – Mart'nália - Violões e Cavaquinhos – Martinho da Vila |

### Sertanejo
| Artista                                                                           | Lançamento |
| --------------------------------------------------------------------------------- | --- |
| - João Gomes - Ana Castela - Lauana Prado - Rionegro & Solimões - Zezé Di Camargo | - Transcende (Ao Vivo) Vol. 1 – Lauana Prado - Herança Boiadeira (Ao Vivo) – Ana Castela - Vaquejada Tá na Moda – João Gomes - Check-In (Ao Vivo) – Jorge & Mateus - Rionegro e Solimões em Uberlândia – Rionegro & Solimões |

### Romântica
| Artista                                                               | Lançamento |
| --------------------------------------------------------------------- | --- |
| - Odair José - Alice Caymmi - Grelo - Roberta Miranda - Simone Mendes | - "É o Grelo" – Grelo - "O Amor (El Amor)" – Alice Caymmi - Seres Humanos (e a Inteligência Artificial) – Odair José - Infinito, Ep.1 (Ao Vivo) – Roberta Miranda - Cantando Sua História (Ao Vivo/Vol.1 e Vol.2) – Simone Mendes |

### Raízes
| Artista                                                                                  | Lançamento |
| ---------------------------------------------------------------------------------------- | --- |
| - Alceu Valença - Dona Onete - Elba Ramalho - Joelma - Samba de Coco Raízes de Arcoverde | - Mariana e Mestrinho – Mariana Aydar e Mestrinho - Bicho Maluco Beleza – É Carnaval – Alceu Valença - Bagaceira – Dona Onete - Isso Quer Dizer Amor – Elba Ramalho - J. Velloso e Recôncavo Experimental – J. Velloso e Recôncavo Experimental |

### Instrumental
| Artista                                                                                     | Lançamento |
| ------------------------------------------------------------------------------------------- | --- |
| - Hermeto Pascoal - Amaro Freitas - Carlos Malta - Hamilton de Holanda Trio - Yamandu Costa | - Y'Y – Amaro Freitas - Cadê Tereza? – Clube do Balanço - Pra você, Ilza – Hermeto Pascoal - Estado de Espírito – Roberto Barreto, Manoel Cordeiro e Pupillo - Ida e Volta – Yamandu Costa |

### Outras categorias
| Revelação | Lançamento – Eletrônica |
| --- | --- |
| - Os Garotin - Joyce Alane - Grelo - Rachel Reis - Sued Nunes | - Vera Cruz Island – Jadsa, João Milet Meirelles e Taxidermia - The Mad Wizard's Sampler – Beagle Bonnie e DJ Noé - "100% 13" – Bixiga 70 e DJ Mam - "Know It" – Dre Guazzelli - "MTG Chihiro" – Mulú e Duda Beat |
| Lançamento – Língua Estrangeira | Lançamento – Erudito |
| - Invisible Woman – Silvia Machete - "Encore Un Tour" – Anelis Assumpção - Funk Generation – Anitta - "La Mer" – Caetano Veloso - "Cry Me a River" – Iza | - Heitor Villa-Lobos: Bachianas Brasileiras N.8 (Ao Vivo) – Orquestra Sinfônica Brasileira - Concerto Místico para Cello e Orquestra – Alexandre Guerra, André Micheletti, Knut Andreas e Orquestra Sinfônica de Piracicaba - Auto da Compadecida, a Ópera – Orquestra Ouro Preto, Maestro Rodrigo Toffolo e Tim Rescala - Canções do Guia Prático, Vol. 2 – Orquestra Petrobras Sinfônica, Heitor Villa Lobos e Felipe Prazeres - Sempre – Quinteto Villa-Lobos |
| Projeto Especial | Projeto Audiovisual |
| - Moraes é Frevo – Orquestra Frevo do Mundo, Pupillo e Davi Moraes - Um Tributo a Luiz Melodia – Luiz Melodia e Pérolas Negras - "Voando (Nel Blu Dipinto Di Blu)" – Rita Lee e Roberto de Carvalho - Sabotage 50 - O Auto da Compadecida 2 (Trilha Sonora do Filme) – Vários intérpretes | - "Voando (Nel Blu Dipinto Di Blu)" – Rita Lee e Roberto de Carvalho - "A Melhor Saída" – Dora Morelenbaum - "Acabou, Mas Tem…" – Emicida - "Erasmo Esteves (Tijuca Maluca)" – Erasmo Carlos, Rubel e Emicida - "Volta e Meia" – O Terno, Devendra Banhart e Shintaro Sakamoto |